# CMアーベル多様体
数学において体 K 上定義されたアーベル多様体 A がCM-タイプ(CM-type)であるとは、自己準同型環 End(A) の中で十分に大きな部分可換環を持つことをいう。この用語は虚数乗法 (complex multiplication) 論から来ていて、虚数乗法論は19世紀に楕円曲線の研究のため開発された。20世紀の代数的整数論と代数幾何学の主要な成果のひとつに、アーベル多様体の次元 d > 1 の理論の正しい定式化が発見されたことがある。この問題は、多変数複素函数論を使うことが非常に困難であるため、非常に抽象的である。
フォーマルな定義は、有理数体 Q と End(A) のテンソル積
{\displaystyle \mathrm {End} _{\mathbb {Q} }(A)}
は Z 上、次元 2d の可換部分環を含んでいることである。d = 1 のとき、このことは二次体以外にはありえなく、End(A) は虚二次体の整環(order)である。d > 1 に対しては、総実体の虚二次拡大であるCM体の場合が比較すべきに対象である。A が単純アーベル多様体ではないかもしれない（例えば、楕円曲線のカルテシアン積）ことを反映する他の他の場合もある。CM-タイプのアーベル多様体の別の名称は、十分に多くの虚数乗法を持つアーベル多様体である。
K が複素数体であれば、任意のCM-タイプの A は、実は、数体である定義体(field of definition)を持っている。自己準同型環の可能なタイプは、対合（ロサチの対合(Rosati involution)）をもつ環として既に分類されていて、CM-タイプのアーベル多様体の分類を導き出す。楕円曲線と同じような方法でCM-タイプの多様体を構成するには、Cd の中の格子 Λ から始め、アーベル多様体のリーマンの関係式を考えに入れる必要がある。
CM-タイプ(CM-type)は、単位元における A の正則接空間上の、EndQ(A) の（極大）可換部分環 L の作用を記述したものである。単純な種類のスペクトル理論が適用され、L が固有ベクトルの基底を通して作用することを示すことができる。言い換えると、L は A の正則ベクトル場の上の対角行列を通した作用を持っている。L 自体が複数の体の積ではなく数体であるという単純な場合には、CM-タイプは L の複素埋め込み(complex embedding)のリストである。複素共役をペアとして、2d 個の複素埋め込みがあり、CM-タイプは各々のペアのから一つを選択する。そのようなCM-タイプの全てが実現されることが知られている。
志村五郎と谷山豊の基本的結果は、CM-タイプとヘッケのL-函数のことばで、A のハッセ・ヴェイユのL-函数を計算することができ、これから導出された無限部分を持つ。これらが、楕円曲線の場合のマックス・ドイリング(Max Deuring)の結果を一般化する。